# Прогноз погоди
Прогнóз погóди (англ. Weather forecasting, нім. Wettervorhersage) — складання науково обґрунтованих передбачень про майбутнє стану погоди. Прогноз погоди синоптичним методом ділиться на прогноз синоптичного розташування і, на його основі, власне сам прогноз погоди, тобто, значень або ходу метеорологічних елементів або втілення тих чи інших атмосферних процесів (випадання дощу, утворення туману, гроза тощо).

## Класифікація
Прогноз погоди буває:
- короткостроковий,
- довгостроковий.

Прогнози погоди можуть укладатись як для загального користування, без певної специфіки, так і спеціалізовані, наприклад, авіаційні тощо.
Прогноз синоптичного розташування робиться перед власне прогнозом погоди. Він містить інформацію про майбутній розподіл і характеристики повітряних мас, фронтів, атмосферних збурень тощо.
Прогнози бувають синоптичні, чисельні, статистичні (фізико-статистичні) та інші.

## Складання
Прогнози погоди будують на основі даних метеоспостережень через обчислення системи гідродинамічних рівнянь з великою кількістю невідомих, що складають ту, чи іншу гідрометеорологічну модель поведінки атмосфери Землі. Наразі існує 14 таких моделей. Так за даних отриманих через спостереження отримують прогнозовану динаміку показників окремих метеоелементів у часі. Остаточну інтеграцію прогнозних показників до прогнозу погодних умов на певній території та на конкретну дату робить людина — синоптик, керуючись власними професійними навичками й набутим досвідом. Найбільш проблемним у прогнозуванні є ситуації крихкої нерівноваги в стані атмосфери, коли найнезначніші коливання значень метеоелементів можуть направити зміни такого стану в протилежних напрямках. Наприклад, стан сідловини, що утворюється між двома антициклонами й двома циклонами, коли ізобари на синоптичній карті нагадують гірський перевал. Розвиток такої баричної системи влітку над Україною може призвести як до прохолодної дощової погоди із зливами, так і ясної спекотної в рівній мірі.

### Помилки
Головним в помилках прогнозу виступає не людський, а цілий ряд технологічних факторів:
- Нерівномірність покриття метеостанціями різних територій зумовлює використання інтерполяції для таких територій, щоб привести до стандартного кроку в моделі що використовується. Найдрібніша сітка глобальних моделей 50 x 50 км. Регіональні моделі локально масштабують її до 10 x 10 км, або 2,5 x 2,5 км (COSMO для Москви)[2]. На початок XXI століття на планеті Земля існувало більше 8 тис. метеорологічних станцій. Але покриття земної поверхні ними вкрай нерівномірне, значний брак відчувається в Південній півкулі та на акваторіях Світового океану віддалених від головних транспортних магістралей. Нерівномірність безпосередніх спостережень вирівнюється даними, що їх отримують з метеорологічних супутників. Але не всі метеоелементи супутникова метеорологія передає так само якісно, як це може зробити навіть автоматична метеостанція на поверхні Землі. Наприклад, температурні показники, на відміну від хмарного покриву, особливо динаміку якого краще спостерігати з космосу. Проте супутникова апаратура і комп'ютерні розрахунки дозволяють відновлювати висотний профіль температури і вологості в часі.
- Дискретність спостережень у часі. Стандартно вони робляться через 3 години. Автоматичні метеостанції можуть це робити кожні 5 секунд, але використовувані моделі все одно користуються тригодинною інтерполяцією даних. Так само тренд розвитку тієї чи іншої метеоподії може як пришвидшуватись, так і сповільнюватись. І це може залишитись поза прогностичними обчисленнями[2]. Синоптики використовують спеціальні прийоми коригування власних прогнозів. Одним з яких є обраховування модельних прогнозів на 12 та 24 годину. Нічний прогноз перевіряють о 9 годині ранку. Якщо він досить точний, то й аналогічному полудневому можна довіряти. В іншому випадку потрібно перерахувати й внести корективи[2].
- Наявність атмосферних процесів, що погано описуються математичними рівняннями (процеси тертя і турбулентності в нижньому 1,5 км шарі тропосфери). Для їхнього опису використовують параметризацію (математичне наближення). До недавнього часу зливи з купчасто-дощових хмар описувались саме таким чином, але в сучасних моделях параметризацію вже замінено рівняннями. Важливим невирішеним питанням залишається теорія утворення й розвитку тропічних циклонів — циклоногенезу[2].
- Сам процес обчислення, що використовує диференціальне числення (Рівняння Нав'є — Стокса), вимагає використання апроксимацій (математичних наближень), які, накопичуючись, дають істотні помилки як для довгострокових прогнозів, так і для більш точних[2]. Саме чутливість синоптичних обчислень до незначних змін початкових значень змінних в рівняннях наштовхнули американського математика і метеоролога Едварда Лоренца до розробки теорії хаосу (дивний атрактор Лоренца і ефект метелика)[3].

Проте «головною помилкою» в прогнозі погоди залишається невміння клієнта його «читати» та загальна необізнаність з процесом його складання, тобто суб'єктивне сприйняття. Наприклад, за високої добової амплітуди температури повітря та двома реперними показниками в прогнозі — «температура вдень» і «температура вночі», клієнт може зіткнутись з «невідповідністю» реальної вранішньої температури. Як відомо, опісля сходу сонця спостерігається мінімум добового ходу температури. Проте клієнт природно зіставляє цей показник зі світловою частиною доби, для якої в прогнозі зазначено максимальний показник, до якого повітря реально прогріється лише в другій половині дня. Для покращення сприйняття прогнозу погоди населенням подають більш дрібні значення метеопоказників упродовж доби, додають оцінні показники (жорсткість погоди) та вербальні описи стану нижнього шару атмосфери, поради щодо одягу, поведінки на відкритому повітрі. Для вузькоспеціалізованих професійних прогнозів погоди використовують інші спеціальні прийоми.

## Синоптичні карти

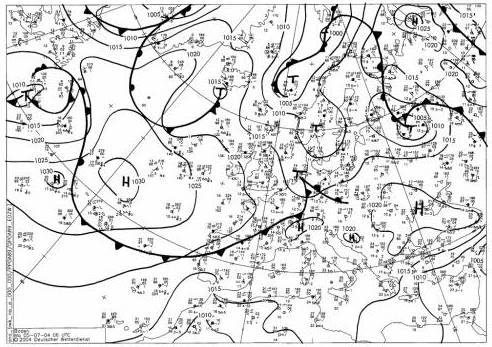
Німецька синоптична карта для Європи

Синоптична карта (дав.-гр. συνοπτικός, «доступний для огляду одночасно») — це географічна карта, на якій умовними знаками нанесені результати спостережень багатьох метеостанцій. Така карта дає наочне уявлення про стан погоди в цей час. При послідовному складанні карт з'ясовуються напрямки руху повітряних мас, розвиток циклонів, переміщення фронтів. Аналіз синоптичних карт дозволяє передбачати зміни погоди. Можна відстежити зміни стану атмосфери, зокрема переміщення й еволюцію атмосферних збурень, переміщення, трансформація і взаємодію повітряних мас і т. д. В останні десятиліття синоптична інформація збагатилася результатами аерологічних спостережень. В останні роки також використовується супутникова інформація про стан океанів і частин суші, де немає метеостанцій. Фотографування хмарних систем із супутників дозволяє виявити зародження тропічних циклонів над океанами.

## Метеоцентри
Усі дані з метеостанцій та супутників потрапляють до національних і регіональних центрів погоди, а звідти до трьох світових у Вашингтоні, Москві та Сіднеї. Найкращі прогнози погоди для певної території дають місцеві метеоцентри, що використовують спеціалізовані моделі прогнозу, які в найбільшій мірі враховують усі місцеві особливості як розвитку погоди, так і підстильної поверхні (для деяких альпійських гірськолижних курортів місцеві моделі враховують інсоляцію окремих гірських схилів). В Україні прогнозним центром виступає Укргідрометцентр, у Франції — Метеофранс, Росії — Гидрометцентр, США — Національна метеослужба (NWS).

## Представлення
Прогнозами погоди, складеними в гідрометцентрах, користуються в різних галузях людської діяльності: на транспорті, у сільському господарстві, комунальні служби та служби надзвичайних ситуацій. Наймасовіший попит на короткострокові прогнози виходить від приватних осіб. Найпростішим засобом його задоволення донедавна було розповсюдження через ЗМІ. У часи масового поширення засобів і приладів комунікації популярність зміщується в бік інтернет-сервісів та мобільних застосунків.
Перший прогноз погоди в газеті було надруковано 1 серпня 1861 року на шпальтах лондонського Таймсу за авторством Роберта Фіцроя. Неточність його прогнозів спонукала його з часом накласти на себе руки. 14 листопада 1922 року перший прогноз погоди на завтра пролунав по радіо. Приблизно через півроку подібні прогнози стали щоденними. 11 листопада 1936 року прогноз погоди був вперше показаний на телебаченні у вигляді діаграми. 11 січня 1954 року вперше на екрані американського телебачення з'явився ведучий Джорж Коулінг, який впродовж 5 хвилин розповідав і показував на синоптичній карті, які погодні зміни чекають на телеглядачів. З тих пір прогнози погоди стали невід'ємною частиною телевізійного ефіру. На радянському телебаченні прогнози погоди вперше стали з'являтися на початку 1970-х років. Першою ведучою стала Катерина Чистякова, яка з 1971 року стала вести прогноз погоди, як частину вечірньої програми «Время» на Першому каналі.